# Aronia arbutifolia
Aronia arbutifolia (în engleză red chokeberry, „aronia roșie”) este o specie nord-americană de arbuști din familia Rosaceae. Este originar din estul Canadei și din estul și centrul Statelor Unite, din estul Texasului până în Noua Scoție, în interiorul Ontario, Ohio, Kentucky și Oklahoma.
Aronia arbutifolia este un arbust ramificat care formează tufe prin intermediul unor tulpini care se formează din rădăcini. Florile sunt albe sau roz, producând fructe negre sau roșu aprins. Fructele, al căror gust neplăcut a inspirat numele comun, sunt amar de acide (deși comestibile) atunci când sunt consumate crude, dar sunt bogate în pectină și pot fi folosite pentru a face gemuri și jeleuri groase delicioase.
Este o plantă populară de amenajare peisagistică autohtonă.